# سرخ و سیاه
سرخ و سیاه (به فرانسوی: Le Rouge et le Noir) رمانی است از استاندال نویسنده فرانسوی، که در نوامبر ۱۸۳۰ میلادی انتشار یافت. اگرچه استاندال، در مقدمه کوتاهی که برای آگاهی خواننده در آغاز سرخ و سیاه نوشته است، مدعی است که این کتاب در ۱۸۲۷ نوشته شده است، بنابر اشاره‌های خودش، احتمال می‌توان داد که اندیشه نوشتن این رمان را در ۱۸۱۸ در سر می‌پرورانده است.

## ماجرای داستان

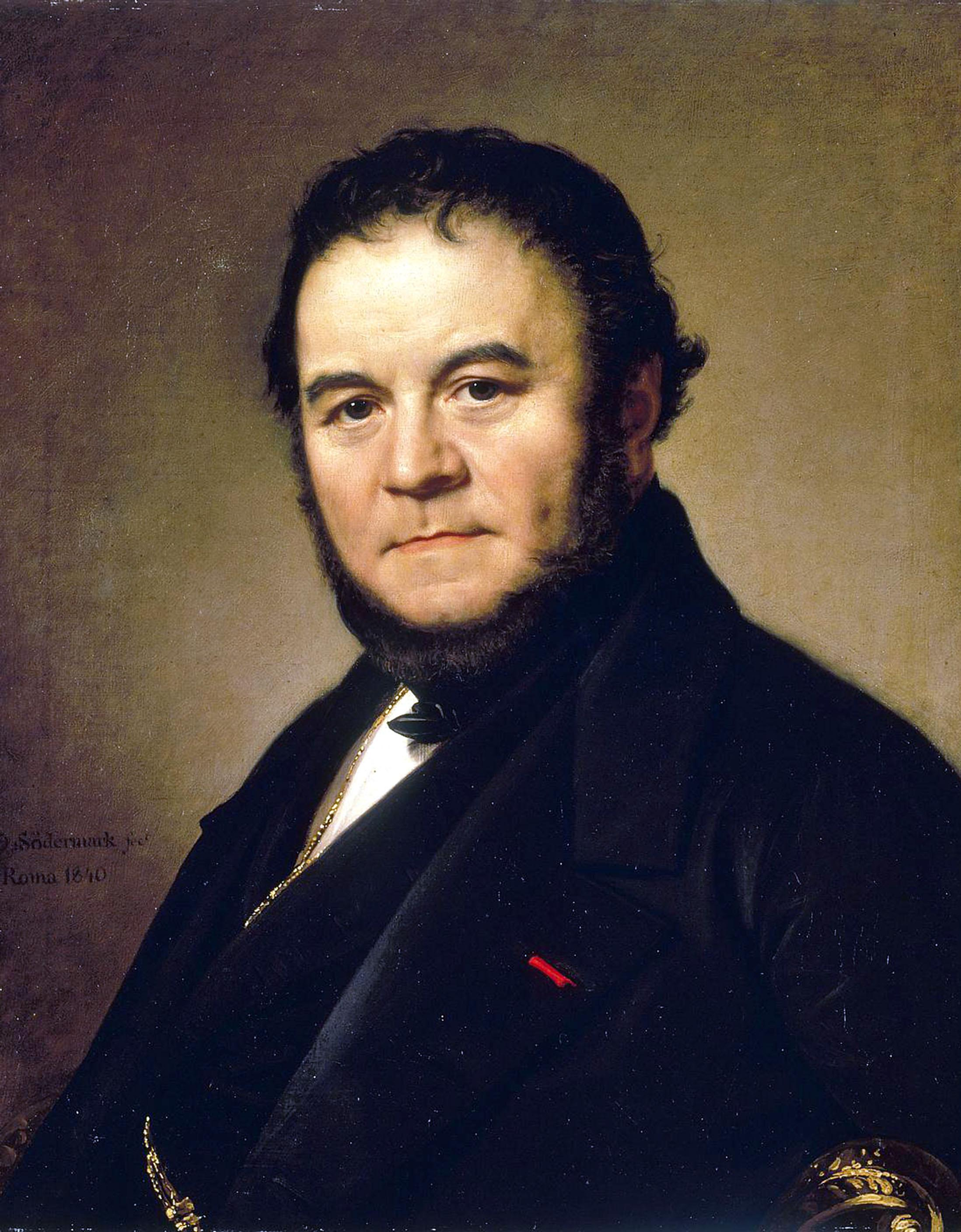
چهره‌نگاری از استاندال

دربارهٔ ماجرای داستان باید گفت که این ماجرا زاده واقعیت بود و به زبان دیگر، این حوادث مختلفی که جان داستان را به وجود می‌آورد ماجرایی است که واقعیت برایش فراهم آورد. استاندال از خوانندگان مشتاق روزنامه دادگاه‌ها بود: در شماره‌های روز ۲۸ تا ۳۱ دسامبر ۱۸۲۷، گزارش محاکمه‌ها را در این روزنامه دید که آن روزها در دادگاه جنایی ایزر، یعنی در زادگاهش، جریان داشت. حادثه هایی که موجب این محاکمه شد، از این قرار است: آنتوان برته پسر خانواده‌ای پیشه ور، بسیار زود به سبب تیزهوشی اش در نظر کشیش خود ممتاز شمرده می‌شود. کشیش او را در مدرسه علوم دینی ثبت نام میکند، اما دیری نمی‌گذرد که به علت ضعف مِزاج از این مدرسه بیرون می‌رود. آنوقت، معلم سرخانه بچه‌های مردی به نام موسیو می‌شود و کمی پس از آن، با زن صاحبخانه روی هم می‌ریزد و به اصطلاح فاسق او می‌شود. بار دیگر به مدرسه علوم دینی می‌رود. اما اقامتش در این مدرسه، که این بار مدرسه بزرگ علوم دینی گرنوبل است، مثل اقامتش در آن مدرسه نخست، به درازا نمی‌کشد. آنگاه، برته شغل تازه‌ای پیدا می‌کند و معلم سرخانه موسیو دوکوردون می‌شود. اما بسیار زود معلوم می‌شود که با دختر صاحبخانه سر و سری دارد. از خانه موسیو دوکوردون رانده می‌شود، آواره می‌ماند و از اینکه تاکنون خدمتگزاری بیش نبوده‌است، به خشم می‌آید و سوگند یاد می‌کند که انتقام خود را بگیرد. در کلیسای دهکده زادگاه خود، هنگامی که ولی نعمت سابقش، کشیش، آیین قداس را به جای می‌آورد، تیری به سوی مادام میشو شلیک میکند. در ماه دسامبر، به محکمه جنایی کشانده می‌شود و دادگاه حکم مرگش را می‌دهد، و روز ۲۳ فوریه ۱۸۲۸ اعدام می‌شود. بیست و پنج سال داشت. چنین است داستانی که ذهن استاندال را به خود مشغول می دارد...

## نام‌گذاری رمان
عنوان قطعی که استاندال سرانجام برای رمان ژولین انتخاب کرده بود، سرخ و سیاه بود. دربارهٔ معنی این کلمه‌ها بحث‌های فراوان و بسیار عالمانه‌ای صورت گرفته‌است. البته باید این دو کلمه سرخ و سیاه را مظهر دو راهی دانست که هر آینه ممکن بود در برابر خُلق و خویی چون خُلق و خوی ژولین سُورِل گشوده شود: یکی از این راه‌ها ارتش بود که ژولین سورل هر آینه می‌توانست امیدها و آرزوهایش را در آنجا به تحقق برساند، اما این راه از زمان سقوط «امپراتور» یعنی ناپلئون، به روی او بسته بود. راه دیگر این بود که به کِسوَت روحانی درآید و اگر می‌خواست که در اجتماع دوره «تجدید سلطنت» نقشی ایفا کند که پَستیِ حَسب و نَسَبش در هر وضع و موقع دیگری مانعش می‌شد، می‌بایست به پیوستن به جامعه روحانیان رضا بدهد. این تفسیر تا اندازه‌ای مبتنی بر این حقیقت است که استاندال برای داستان لوسین لوون خود نیز به فکر رنگ‌هائی افتاده بود تا از این راه رمز و کنایه‌های به کار ببرد؛ به این معنی که یا اسم ارغوانی و سیاه را برای نشان دادن مشاغل و مراحل مختلف زندگی قهرمانش به روی این داستان بگذارد یا اینکه برای بیان تضاد و تناقض افکار و عقاید سیاسی قهرمانان اصلی کتابش عنوان سرخ و سفید را برگزیند.

## شخصیت‌های اصلی رمان
ژولین سورل،
فوکه،
مادام دو رنال،
دو رنال،
کشیش پیرار،
کشیش شلان،
مارکی دو لامول،
مارکیز دو لامول،
ماتیلد(دوشیزه دولامول)،
والنو

## ترجمه‌های فارسی
رمان سرخ و سیاه اول بار در سال ۱۳۳۰ توسط عبدالله توکل به فارسی بر گردانده شد. پس از وی عظمی عدل نفیسی (۱۳۳۵) و مهدی سحابی (۱۳۸۷) نیز این کتاب را دوباره ترجمه کرده‌اند.